# Обер-церемониймейстер Франции
Обер-церемониймейстер Франции (фр. Le grand maître des cérémonies de France) — один из высших королевских сановников королевского двора при Старом Режиме и Реставрации, стоящий во главе службы ведающей всеми государственными церемониями короны Франции.

## Обер-церемониймейстеры королевского двора Франции
- Старый Режим:
  - 1585-1603 Гийом По де Род (1539-1603), сеньор де Род;
  - 1603-1615 Гийом II По (+1615), сеньор де Род;
  - 1616-1619 Франсуа По (+1619), сеньор де Род;
  - 1622-1642 Клод По (+1642), сеньор де Род;
  - 1642-1666 Анри По (+1666), сеньор де Род;
  - 1666-1684 Шарль По (+1705), маркиз де Род;
  - 1684-1701 Жюль-Арман Кольбер (1664-1704), маркиз де Бланвилль;
  - 1701-1749 Тома де Дрё-Брезе (1677-1749), маркиз де Дрё-Брезе;
  - 1749-1754 Мишель де Дрё-Брезе (1700-1754), маркиз де Дрё-Брезе;
  - 1755-1781 Иоахим де Дрё-Брезе (1710-1781), маркиз де Дрё-Брезе;
  - 1781-1792 Анри Эврар, маркиз де Дрё-Брезе (1766-1829).

- Первая империя:
  - 1804-1814 и 1815 (Сто дней) граф Луи Филипп де Сегюр (1753-1830).

- Реставрация (Первая и Вторая):
  - 1814-1829 Анри Эврар, маркиз де Дрё-Брезе (1766-1829);
  - 1829-1830 Сципион, маркиз де Дрё-Брезе (1793-1845).

- Вторая империя:
  - 1852-1870 Мари Жан-Пьер Юбер де Камбасерес, барон и герцог де Камбасерес (1798-1881).

После свержения Империи продолжал исполнять свои обязанности на похоронах Наполеона III, а затем на похоронах принца империи